# 背投电视

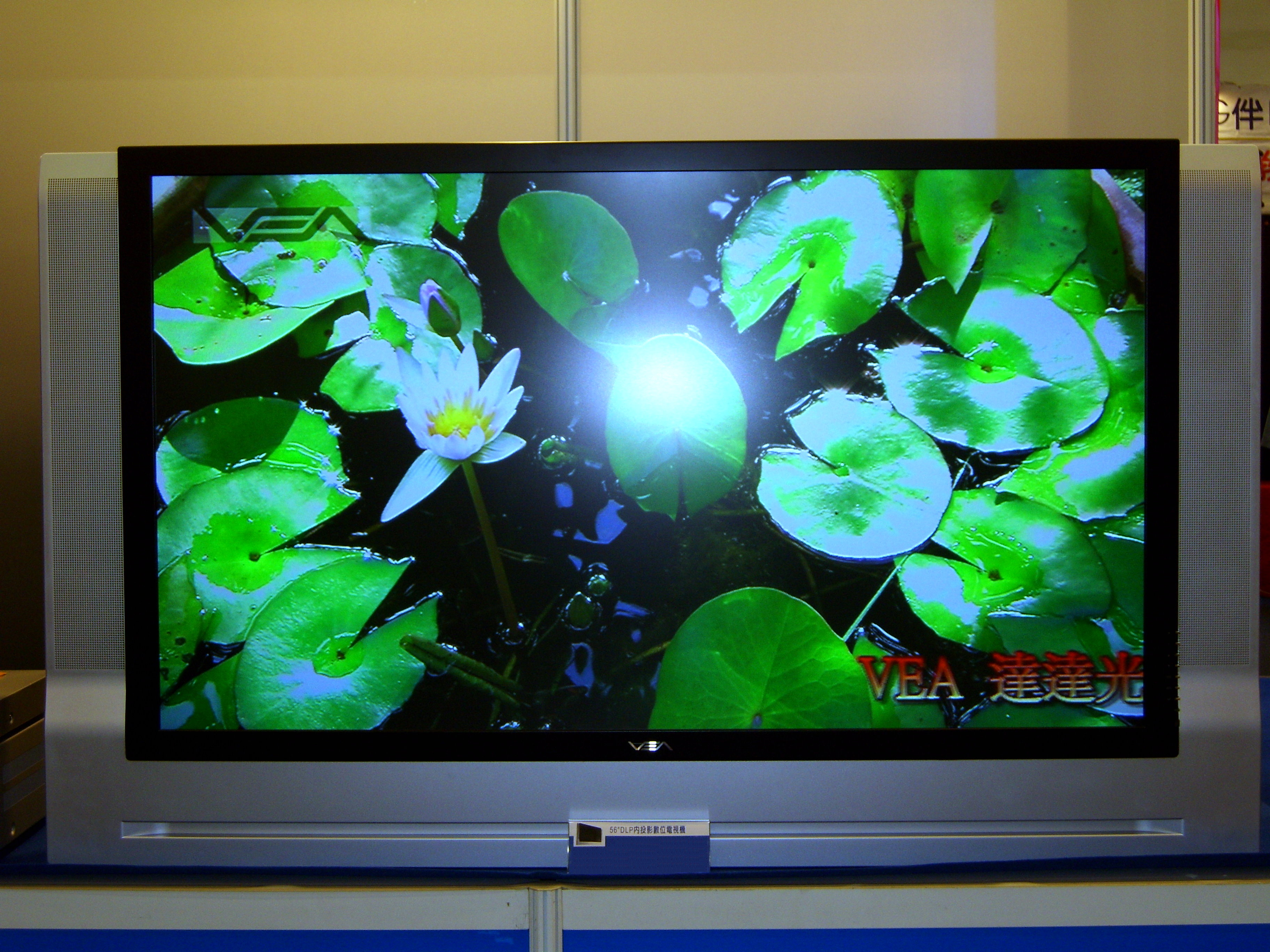
第28屆（2007年）台北音響影視大展展示的達達光電內投影數位電視機

背投电视是使用红绿蓝三个单色显像管（称为“投影管”），或是DLP晶片、三片式液晶等等成像，通过特殊电路以及光学设计会聚成像，并把视频图像投影在大面积屏幕上，从而获得大尺寸电视画面的一种电视机。
若投影裝置是封裝在電視的機殼內，則稱為內投影電視。